# Киран Рајли
Киран Дарен Дејвид Рајли (рођен 12. јула 2001) је британски бициклиста из Гејтсхеда који се такмичи у фристајл БМX-у. У августу 2023. године постао је свјетски шампион на том такмичењу.

## Каријера
Рајли је почео да изводи трикове на свом BMX-у у скејт парку Лим Лејн у Гејтсхеду. Прво такмичење је остварио на Урбан играма у Витли Беју. Рајли је постао познат у BMX-у 2012. године, када је као једанаестогодишњак слетео са 720 – два пуна окрета у једном скоку – преко спина у скејт парку у Глазгову, Шкотска.
Рајли се преселио у Корби у Нортхемптонширу у септембру 2020. године како би тренирао са другим возачима из тима Велике Британије. Рајли је извео први „Троструки тријумф“ на свету - три пуна салта уназад и ротацију од 180 степени на крају - у затвореном скејт парку „Адреналин алеја“ у Нортхемптонширу у јануару 2022. године. У августу 2022. године освојио је сребро на Европском БМX првенству 2022. у Минхену. In August 2022, he won silver at the 2022 European BMX Championships in Munich.
У јуну 2023. године, Рајли је освојио златну медаљу на Европским играма 2023. године побједом у мушком BMX фристајл парку у Кшешовицама. У августу 2023. године освојио је злато на UCI Свјетском првенству у градском бициклизму – мушки BMX фристајл у Глазгову.
Рајли је освојио сребрну медаљу на Љетњим олимпијским играма 2024. године. У првој трци је постигао резултат од 93,70 у финалу и заузео друго мјесто. У другој трци, Француз Антони Жанжан је савладао Рајлија резултатом 93,76 и пласирао га на треће мјесто. У свом другом покушају, Рајли је постигао најбољи резултат од 93,91 и завршио други. У јулу 2024. постао је британски национални шампион. Освојио је злато на Европском BMX првенству 2024. у Каденацоу, у Швајцарској, у септембру 2024. године.

## Спортска постигнућа
2022.
Европско првенство - BMX Фристајл Парк
2023.
Свјетско првенство - BMX Фристајл Парк
Европско првенство - BMX Фристајл Парк
Британско првенство - BMX Фристајл Парк
2. Свјетски куп у BMX Фристајл Парк